# Ahmed el-Alami
Pour les articles homonymes, voir Alami.
Ahmed el-Alami est né le 14 avril 1939 à Salé, il est décédé le 16 octobre 2003 à Paris à l'âge de 64 ans. Il est magistrat président de chambre à la Cour Suprême et professeur marocain. Il a succombé aux complications d’une hépatite. Une maladie qui l’a littéralement fauché puisqu’il n’a pris connaissance de son mal que lorsqu’il était en phase avancée.

## Parcours
- Il fait ses études primaires et secondaires à Salé. Une fois le bac obtenu, il choisit d’entamer des études de droit. Il commence à la faculté de Rabat, les poursuit en Syrie. À Damas, il joint à l’apprentissage du droit un approfondissement dans cette culture arabe qu’il aime tant. De retour au Maroc, c’est à Meknès qu’il commence sa carrière de magistrat. D’abord au tribunal de première instance, puis à la Cour d’appel.
- En 1975, il est nommé conseiller à la Cour Suprême. Il s'installe donc à Rabat.
- En 1988, il est nommé Conseiller auprès des autorités de Dubaï. Il s’envole donc pour les Émirats arabes unis avec sa famille.  Mais il est contraint de retourner au Maroc lorsque la première guerre du Golfe éclate. Il revient au pays avec les honneurs puisqu’il devient président de chambre à la Cour suprême.
- Pédagogue, il met un point d’honneur à transmettre. Si bien qu’il exerce également en tant que professeur dès la création de l’INEJ (Institut national d’études juridiques) sis dans la capitale.